# 雅典 (密歇根州)
雅典（英語：Athens）是位於美國密歇根州卡爾霍恩縣的一個村。

## 人口
根據2020年美國人口普查的數據，雅典的面積為2.62平方千米，當中陸地面積為2.61平方千米，而水域面積為0.01平方千米。當地共有人口936人，而人口密度為每平方千米357人。